# 祝介平
祝介平（1965年—）是一位法国华人化学家。

## 生平
1984年获得杭州师范大学化学系学士学位。1987年获得兰州大学硕士学位，师从李裕林。1991年获得法国第十一大学博士学位。同年前往德州农工大学继续博士后工作。1992年加入法国国家科学研究中心，先后任二级和一级主任研究员。2010年担任洛桑联邦理工学院教授。

## 荣誉
- 2009年获得长江学者特聘教授。[5]
- 2016年被选为英国皇家化学学会会士，同时获得英国皇家化学学会奖项。[6]